# Javabulbyl
Javabulbyl (Ixos virescens) är en fågel i familjen bulbyler inom ordningen tättingar.

## Utseende och läte
Javabulbylen har lång och slank näbb och en liten huvudtofs som inte alltid är synlig. Fjäderdräkten är dämpad i färgerna, med olivgrönt på rygg och vingar och välstreckad undersida. Fågeln avger olika ljusa kvittriga läten, ofta i serier.

## Utbredning och systematik
Javabulbylen förekommer i bergsskogar på Java i Indonesien. Den behandlas som monotypisk, det vill säga att den inte delas in i några underarter. Tidigare inkluderades sumatrabulbylen (Ixos sumatranus) i arten, då med svenska trivialnamnet sundabulbyl.

## Levnadssätt
Javabulbylen hittas i bergstrakter, i både ursprungliga skogar, skogsbryn och skogar påverkade av människan. Den utgör ofta en del av kringvandrande artblandade flockar.

## Status och hot
Arten har ett stort utbredningsområde, men tros minska i antal, dock inte tillräckligt kraftigt för att den ska betraktas som hotad. Internationella naturvårdsunionen IUCN listar arten som livskraftig (LC).